# Laiche hérissée
Carex hirta
Espèce
Classification phylogénétique
La Laiche hérissée (Carex hirta) est une espèce de carex trouvée à travers l'Europe, mais également en Afrique du Nord, en Iran et en Turquie. Elle a des feuilles velues et des inflorescences caractéristiques et est l'espèce type du genre Carex.

## Description
Carex hirta mesure 15 à 70 centimètres de haut, a des feuilles de 10 à 50 cm de long et de 2 à 5 mm (parfois jusqu'à 8 mm) de large. Les tiges sont à peu près triangulaires en coupe mais avec des faces arrondies, convexes. Les feuilles, les gaines et les ligules sont toutes poilues, même si les plantes qui poussent dans les zones les plus humides peuvent être moins poilues. Les tiges portent 2 à 3 épis de fleurs femelles en position latérale, mesurant chacun entre 10 et 45 mm de longueur, et ont des pédoncules à moitié enchâssés sur jusqu'à deux fois la longueur de l'épi. Il y a 2 à 3 épis mâles à la fin de la tige, chacun mesurant 10 à 30 mm de long. Les épis femelles velus, les glumes mâles et les feuilles font qu'il est difficile de confondre Carex hirta avec une autre espèce de Carex.

## Distribution
La Laiche hérissée est originaire d'Europe et pousse dans les Îles Britanniques mais a tendance à devenir très rare dans l'extrême nord. Elle a été introduite en Amérique du Nord, où elle est connue sous les noms de « hairy sedge » ou « hammer sedge ». On l'a trouvée dans une grande partie de l'est des États-Unis et du Canada.

## Protection
La Laîche hérissée est protégée en Algérie.

## Galerie

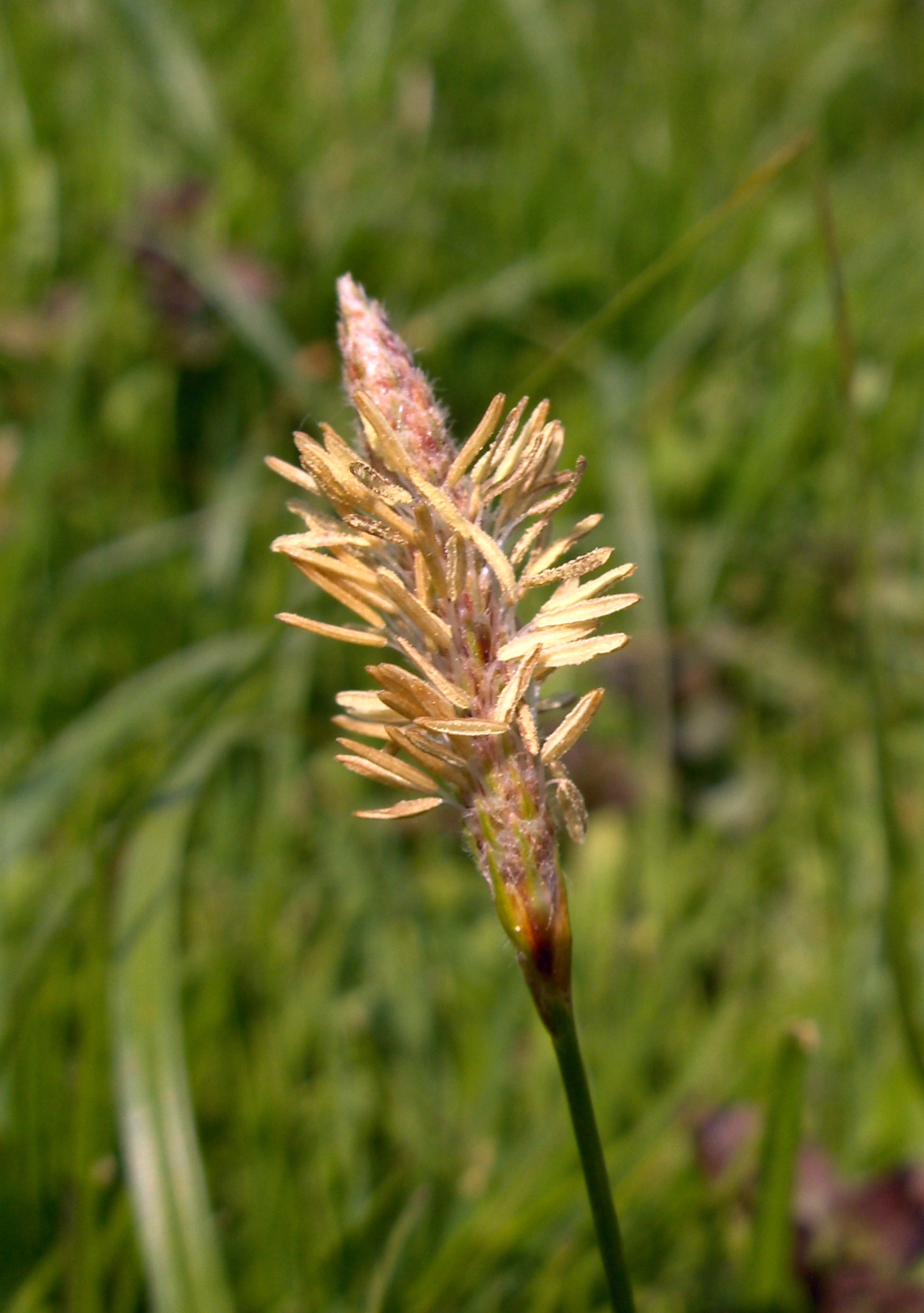
Fleurs mâles terminales
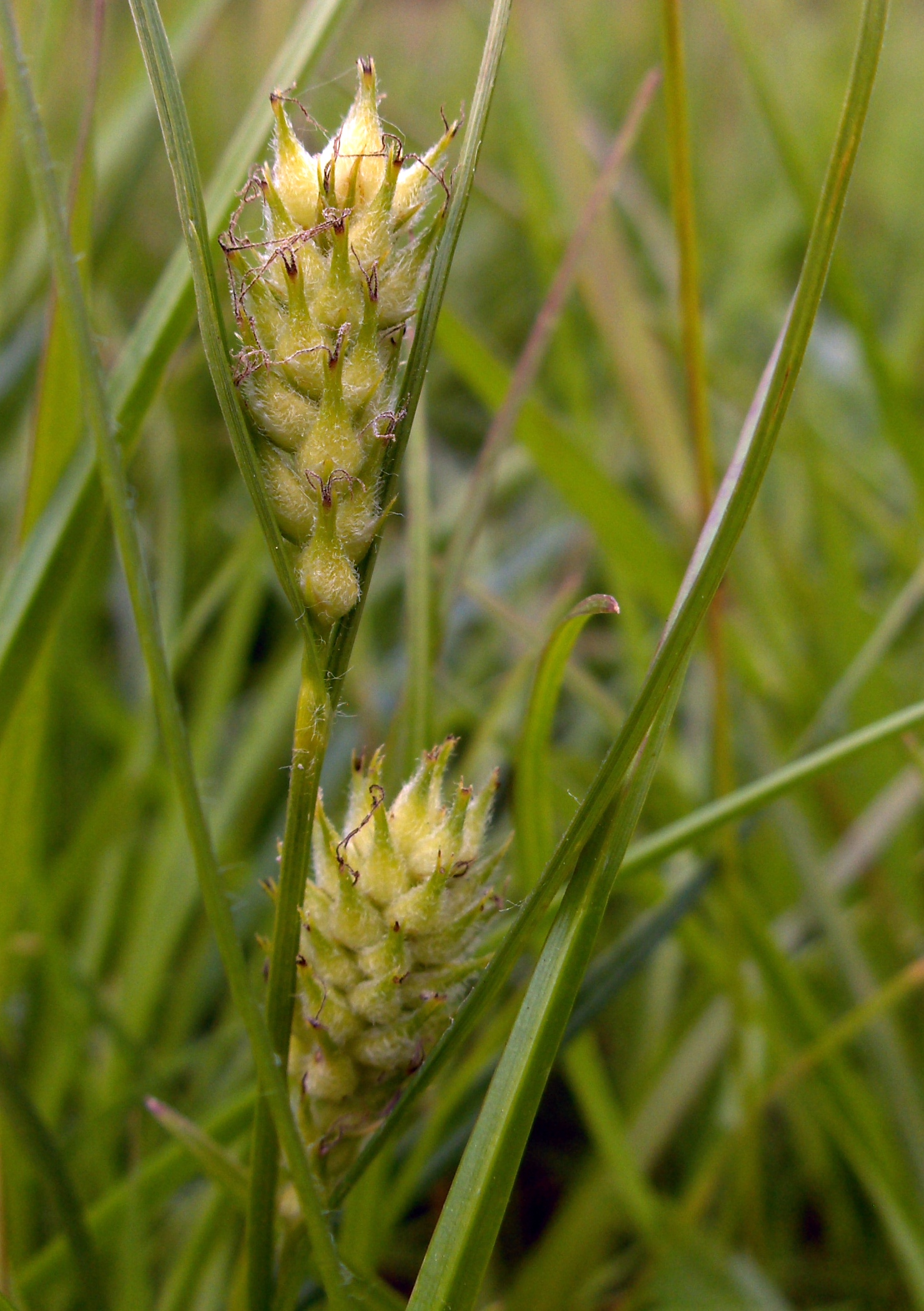
Fleurs femelles latérales
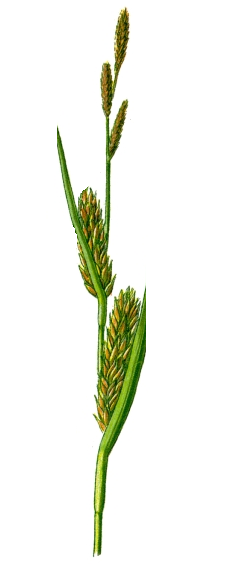
Fleurs mâles et femelles
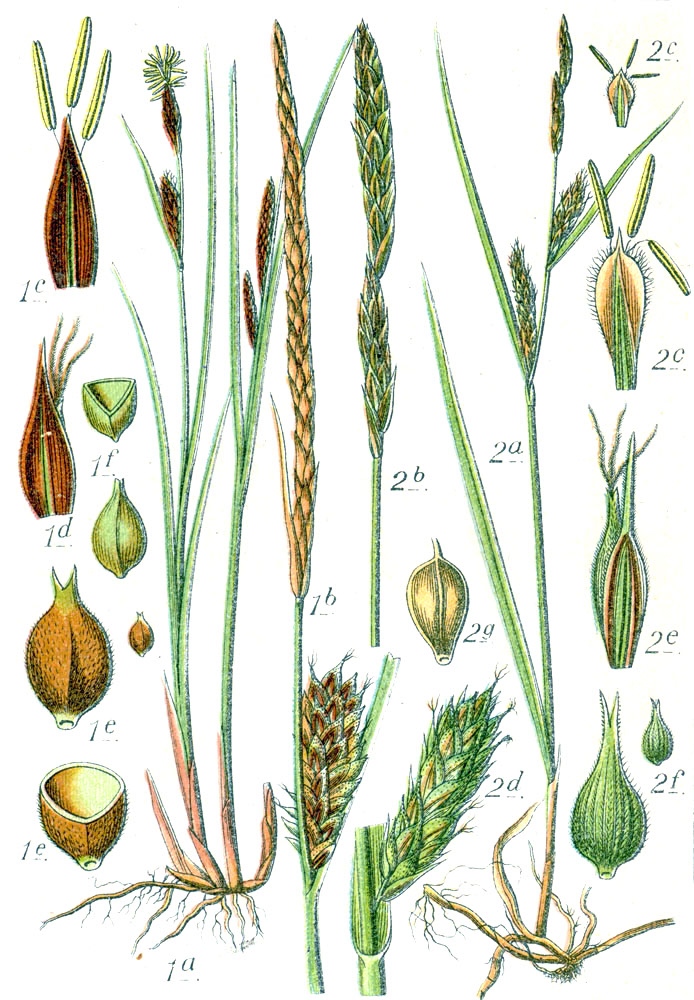
Planche botanique

- (en) Cet article est partiellement ou en totalité issu de l’article de Wikipédia en anglais intitulé « Carex hirta » (voir la liste des auteurs).